# トロワのサウィニアヌス
トロワのサウィニアヌス（英: Saint Savinianus of Troyes、英: Sabinianus、? - 275年（または270年）1月24日）はフランスの殉教者、正教会・カトリック教会の聖人である。サビニアヌスとも表記される。記念日は1月24日。
トロワのサウィナ（サビナ、英: Saint Savina of Troyes、英: Sabina）の兄であり、兄妹聖人として知られる。トロワの使徒。

## 生涯
サモスの出身で、アウレリアヌス統治下で殉教したとされる。
『黄金伝説』によると、次のように伝えられている。彼の父、サウィヌスは貴族で非キリスト教徒だった。1番目の妻からサウィニアヌスが、2番目の妻からはサウィナが産まれた。
サウィニアヌスは『詩篇』の "51:7, ヒソプをもって、わたしを清めてください、わたしは清くなるでしょう。わたしを洗ってください、わたしは雪よりも白くなるでしょう。"の句を読んだが、意味が理解できなかった為に落ち込み、死のうと思っていたところ、彼の前に天使が現れ、死ぬことはない、洗礼を受ければ雪よりも白くなり、意味が分かるだろうと告げた。それ以降、サウィニアヌスは非キリスト教の神を崇めるのをやめた。
のちにサウィニアヌスは家から出奔し、トレカスに辿り着いた。セカナの川の水での洗礼を主に願い、受洗したところ、長い間知りたかった意味がわかっただろう、との主の声が聞こえた。サウィニアヌスが持っていた杖を地面にさして主に祈ると、杖からは葉がはえ、花が咲きはじめた。この奇跡を見た者たちはキリスト教徒となった。
このために、アウレリアヌスは兵士を送り出し、サウィニアヌスを捕らえ拷問した。
アウレリアヌスが兵士たちに矢を射させたが、サウィニアヌスに傷はつかず、矢はアウレリアヌスの目に刺さった。
アウレリアヌスは怒り、翌朝首をはねることを決め、牢に閉じ込めた。サウィニアヌスが、主に洗礼を受けた場所へ行くことを願うと、牢の扉が開いた。サウィニアヌスが川へ向うと、アウレリアヌスは怯える兵士たちに、追いかけて首をはねるよう命じた。
受洗した場所に辿り着いたサウィニアヌスは兵士たちに、私の血によってアウレリアヌスの目が治るだろうと伝え、首をはねるように言った。斬首されたサウィニアヌスは自らの首を拾い上げ、49歩も歩いた。アウレリアヌスが目にサウィニアヌスの血を塗ると、また目がみえるようになった。